# 農林駅
農林駅（のうりんえき、中文表記: 农林站、英文表記: Nonglin Station）は、中華人民共和国深圳市福田区に位置する深圳地下鉄7号線（西麗線）の駅である。

## 駅構造
島式ホーム1面2線の地下駅である。

## 隣の駅
■7号線
安托山駅 - 農林駅 - 車公廟駅